# Camparini Gioielli Cup 2007
La Camparini Gioielli Cup 2007 è stato un torneo di tennis facente parte della categoria ATP Challenger Series nell'ambito dell'ATP Challenger Series 2007. Il torneo si è giocato a Reggio Emilia in Italia dal 25 giugno al 1º luglio 2007 su campi in terra rossa.

## Vincitori

### Singolare
Olivier Patience ha battuto in finale  Félix Mantilla con il punteggio di 6(6)–7, 6–1, 7–6(6)

### Doppio
Franco Ferreiro /  Lamine Ouahab hanno battuto in finale  Pablo Cuevas /  Horacio Zeballos con il punteggio di 6–4, 1–6, [10-4]